# Ojciec w podróży służbowej
Ojciec w podróży służbowej (serb. Otac na službenom putu) – jugosłowiańska tragikomedia z 1985 roku w reżyserii Emira Kusturicy. Zdjęcia kręcono w Sarajewie.

## Obsada
- Moreno de Bartoli – Malik Malkoč
- Miki Manojlović – Mehmed "Meša" Malkoč
- Mirjana Karanović – Senija "Sena" Malkoč
- Mustafa Nadarević – Zijah "Zijo" Zulfikarpašić
- Mira Furlan – Ankica Vidmar
- Predrag Laković – Franjo
- Pavle Vujisić – Muzafer Zulfikarpašić
- Slobodan Aligrudić – Ostoja Cekić
- Aleksandar Dorčev – dr Evgeni Liakhov
- Eva Ras – Ilonka Petrović
- Emir Hadžihafizbegović – Fahro Zulfikarpašić

## Fabuła
Sarajewo, czerwiec 1950 rok. Mały Malik interesuje się piłką nożną i bezgraniczne ulega ideologii komunistycznej. Bacznie obserwuje też nową rzeczywistość. Nie wie, że - od kiedy Tito zerwał ze Stalinem - nastały bardzo ciężkie czasy. Ojciec Malika, Mesza, zostaje wydany przez swoją kochankę z powodu nieprzychylnej uwagi na temat rysunku w gazecie. Ojciec zostaje aresztowany, a rodzina Malika mówi chłopcu, że tata jest w przedłużającej się podróży służbowej.
W 2008 DVD z filmem (polski lektor) wydała firma Vision.

## Nagrody i nominacje
Oscary za rok 1985
- Najlepszy film nieangielskojęzyczny – reż. Emir Kusturica (nominacja)

38. MFF w Cannes
- Złota Palma